# Masugnsskogen
Masugnsskogen este o arie protejată (arie specială de conservare — SAC, sit de importanță comunitară — SCI) din Suedia întinsă pe o suprafață de 14,9 ha, integral pe uscat.

## Localizare
Centrul sitului Masugnsskogen este situat la coordonatele 58°50′36″N 17°09′24″E / 58.8433°N 17.1568°E.

## Înființare
Situl Masugnsskogen a fost declarat sit de importanță comunitară în iulie 2000 pentru a proteja 1 specie de plante. Situl a fost protejat și ca arie specială de conservare în martie 2011.

## Biodiversitate
Situată în ecoregiunea boreală, aria protejată conține 2 habitate naturale: Mlaștini împădurite, Taiga vestică.
La baza desemnării sitului se află o specie protejată de  plante: Buxbaumia viridis.